# Heteronympha cordace
Heteronympha cordace är en fjärilsart som beskrevs av Jacob Hübner 1832. Heteronympha cordace ingår i släktet Heteronympha och familjen praktfjärilar. Inga underarter finns listade i Catalogue of Life.

## Bildgalleri

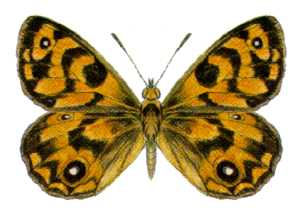